# Lithobates dunni
Lithobates dunni es una especie de anfibio anuro de la familia Ranidae.

## Distribución geográfica
Esta especie es endémica del estado central de Michoacán en México. Habita en los lagos de Pátzcuaro y Cuitzeo y en arroyos.

## Etimología
Esta especie lleva el nombre en honor a Emmett Reid Dunn.

## Publicación original
- Zweifel, 1957 : A new frog of the genus Rana from Michoacán, Mexico. Copeia, vol. 1957, n.º 2, p. 78-83.[5]